# Okamura Yoshiki
Yoshiki Okamura (sinh ngày 21 tháng 3 năm 1977) là một cầu thủ bóng đá người Nhật Bản.

## Sự nghiệp câu lạc bộ
Yoshiki Okamura đã từng chơi cho Gamba Osaka và Sagawa Express Osaka.